# Hachenhausen

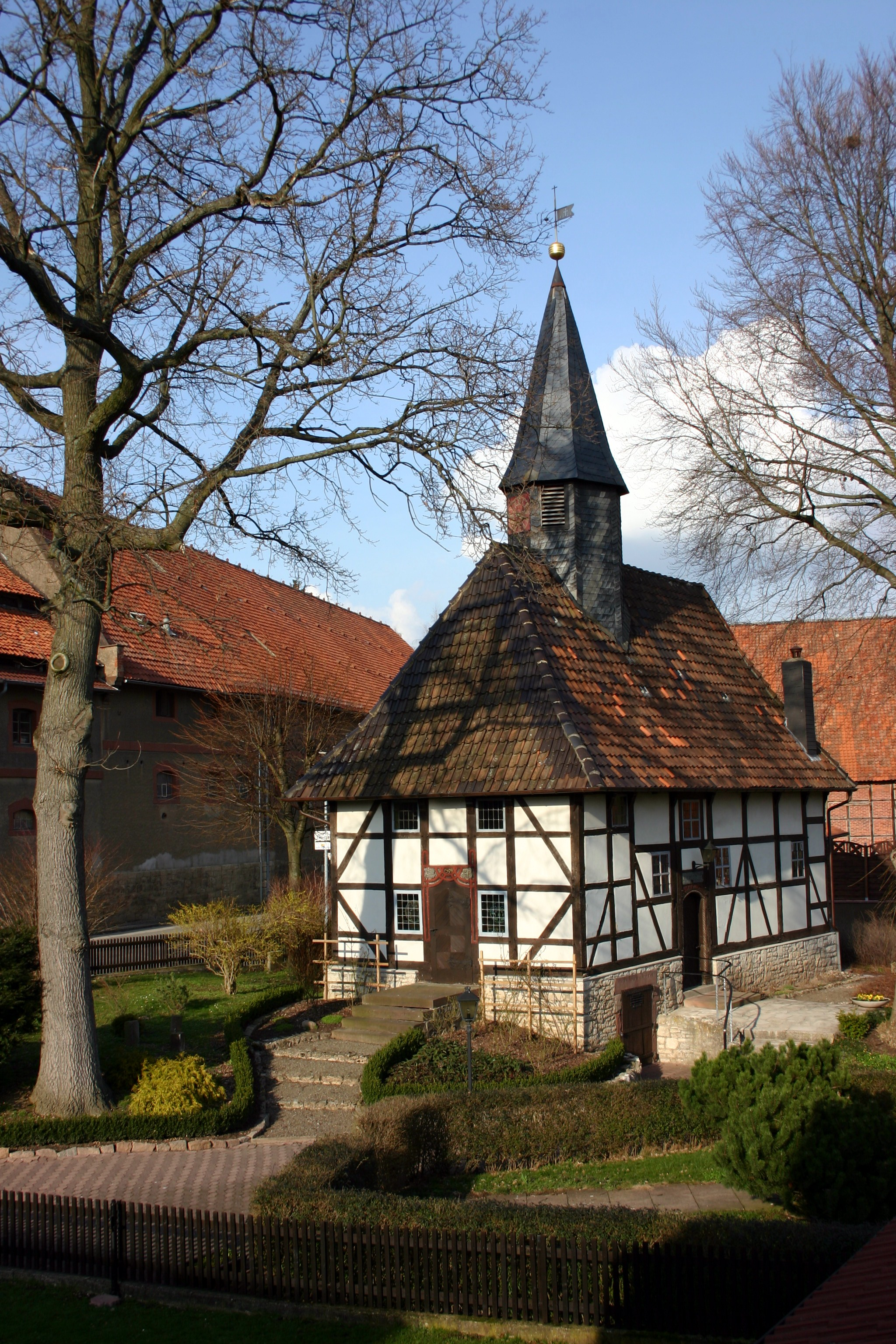
Petite église du village de Hachenhausen

Hachenhausen est un quartier de la commune allemande de Bad Gandersheim, appartenant à l'arrondissement de Northeim, dans le Land de Basse-Saxe.

## Géographie
Hachenhausen se compose de deux parties, le village et le Hebersiedlung, qui sont séparés par la Bundesstraße 64.

## Histoire
Hachenhausen est mentionné vers 1007 sous le nom de "Hachemehusi" et en 1249 de "Hachemehusen".
L'huissier en chef ou Drost de l'amt de Gandersheim, Anthon Ulrich Burchtorff, qui avait redessiné la chapelle et décédé le 15 octobre 1736, est enterré dans la sépulture héréditaire qu'il avait fait construire à Hachenhausen.
Le 1er mars 1974, Hachenhausen est incorporée à la ville de Bad Gandersheim.

## Source, notes et références
- (de) Cet article est partiellement ou en totalité issu de l’article de Wikipédia en allemand intitulé « Hachenhausen » (voir la liste des auteurs).

1. ↑  (de) Statistisches Bundesamt, Historisches Gemeindeverzeichnis für die Bundesrepublik Deutschland. Namens-, Grenz- und Schlüsselnummernänderungen bei Gemeinden, Kreisen und Regierungsbezirken vom 27.5.1970 bis 31.12.1982, 1983 (ISBN 3-17-003263-1)